# دانشگاه تمپا
دانشگاه تمپا (به انگلیسی: University of Tampa) دانشگاهی خصوصی در ایالت فلوریدا می‌باشد که در «تمپا» قرار دارد. دانشگاه تمپا که در ابتدا یک کالج با همین نام و در همین مکان بوده، در تاریخ ۲ اوت ۱۹۳۳ افتتاح شد. این دانشگاه دارای ۴ دانشکده علوم بهداشتی و طبیعی، هنر و ادبیات، اقتصاد، علوم اجتماعی و ریاضیات و آموزش آموزگاری می‌باشد.